# ساهارفو
ساهارفو (به لاتین: Saharefo) یک منطقهٔ مسکونی در ماداگاسکار است که در Manakara واقع شده‌است. ساهارفو ۱۲٬۰۰۰ نفر جمعیت دارد و ۲۲۶ متر بالاتر از سطح دریا واقع شده‌است.